# Ansgar Nierhoff
Ansgar Nierhoff (* 1. Oktober 1941 in Meschede; † 2. August 2010 in Köln) war ein deutscher Bildhauer. Überregional bekannt wurde der documenta-Künstler durch seine Edelstahlplastiken.

## Leben
Ansgar Nierhoff absolvierte zunächst eine handwerkliche Berufsausbildung als Maurer und schloss diese 1960 erfolgreich mit dem Gesellenbrief ab. 1964 erlangte er die allgemeine Hochschulreife an der Frankenberger Edertalschule. Anschließend studierte Ansgar Nierhoff von 1964 bis 1969 an der Kunstakademie Düsseldorf. Er wurde Meisterschüler von Norbert Kricke. Zu seinen weiteren Lehrern gehörten Joseph Fassbender und der Kunsthistoriker Eduard Trier. 1965 zog er nach Köln um, wo er bis zu seinem Tod lebte und ein Atelier unterhielt.
1977 nahm er an der documenta 6 in Kassel teil. 1983 arbeitete Nierhoff zeitweise als Assistent von George Rickey in dessen New Yorker Atelier in New York City. 1986 wurde Ansgar Nierhoff Gastprofessor an der Gesamthochschule Kassel in Kassel. Anschließend war er von 1988 bis 2008 Professor an der Akademie für Bildende Künste der Johannes Gutenberg-Universität Mainz in Mainz. 1990 wurde er Mitglied der Akademie der Künste. Von 1993 bis 1999 war Ansgar Nierhoff Vorstandsmitglied des Deutschen Künstlerbundes, an dessen Jahresausstellungen er bereits seit 1971 teilgenommen hatte. 2000 erhielt er den bedeutenden August Macke Preis.

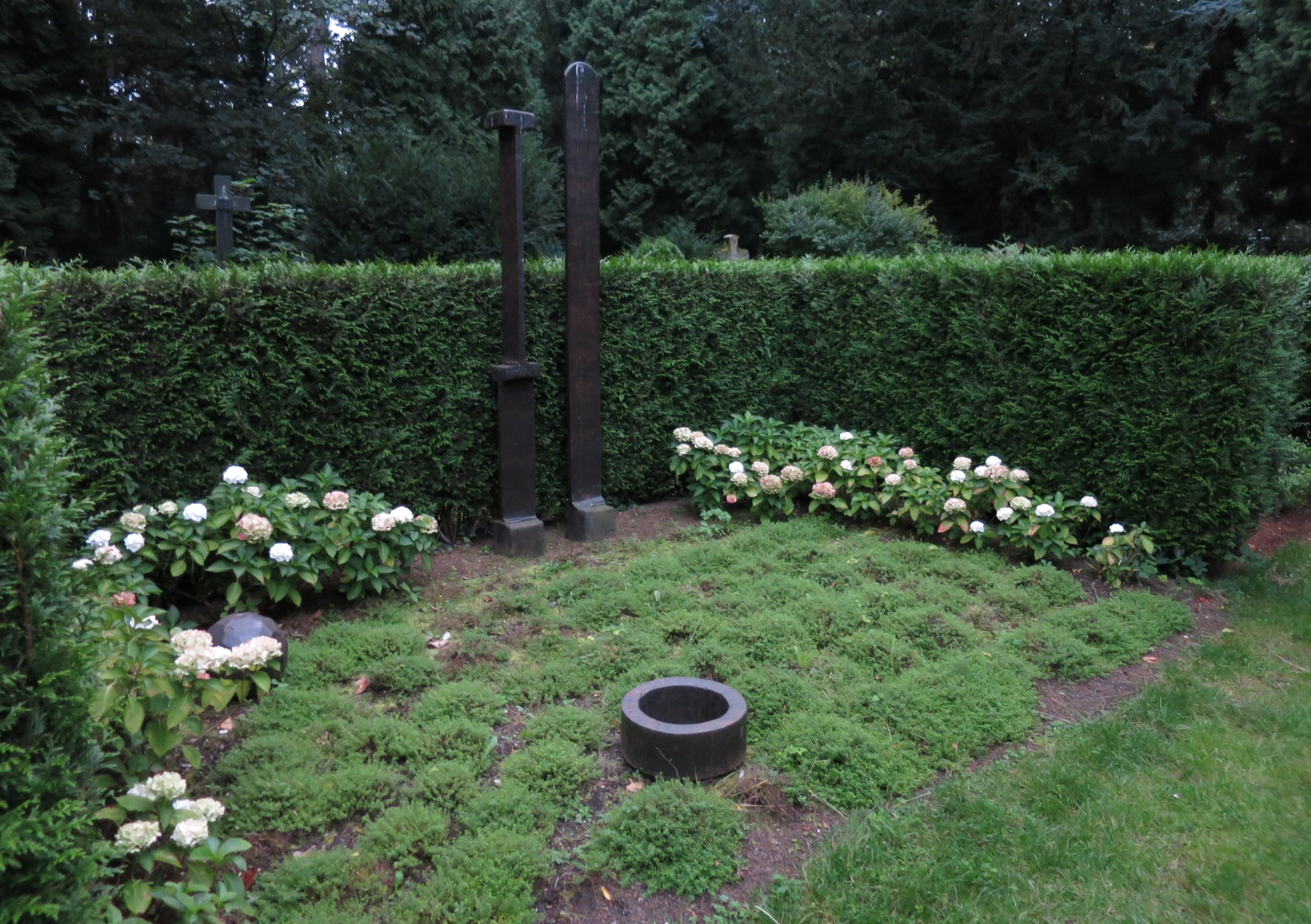
Ansgar Nierhoff – Familiengrab auf dem Friedhof Melaten

Er unterstützte intensiv die Entwicklung junger Künstler. In diesem Zusammenhang engagierte er sich für den Raimund Lehmkul-Kunst Förderpreis (seit 2016 umbenannt in Art UP Cologne), den der Rotary Club Köln-Ville 2001 zum ersten Mal ausgeschrieben hat und der sich an Künstler richtet, die noch keine Position im Kunstmarkt gefunden haben. Preisträger waren unter anderem Saskia Niehaus, Heike Kati Barath und Jan Schmidt.
Seine Arbeiten wurden von der Galerie Appel in Frankfurt am Main, der Galerie Ruth Leuchter in Düsseldorf und der Galerie Bergner+Job in Mainz betreut.
Nierhoff wurde auf dem Kölner Friedhof Melaten (Flur 11 (F) Nr. 74–77) beerdigt.

## Ausstellungen
- 1969: Neue Galerie Aachen (Sammlung Ludwig)
- 1971: DuMont-Kunsthalle in Köln; Ulmer Museum
- 1971: Frankfurter Kunstverein
- 1977: documenta 6, Kassel
- 1983: Neuer Berliner Kunstverein im Schloss Charlottenburg, Berlin
- 1985: Skulptur am Fort, Köln
- 1989: Museum Moderner Kunst, Wien; Kunststation St. Peter in Köln
- 1997: Museum Folkwang in Essen
- 1998: Rheinisches Landesmuseum Bonn in Bonn
- 2003: Wilhelm Lehmbruck Museum in Duisburg
- 2006: Neues Museum in Weimar
- 2013: Kunst aus NRW in Aachen-Kornelimünster[4]

## Werke in Sammlungen und im öffentlichen Raum
- Ansgar Nierhoff, Beziehungen gegen Bedingungen Zwei Streckungen über (eine) Achse auf fremdem Gebiet, 1987, Zwei geschmiedete, gegenläufige Streckungen, mittig abgesetzt, Höhe 4050, Durchmesser bzw. Quadrat 16 × 20 cm, Stahl. Standort: im Tal (Skulpturenpark) zwischen Hasselbach und WerkhausenOsthaus Museum Hagen
- Städtische Galerie Lüdenscheid

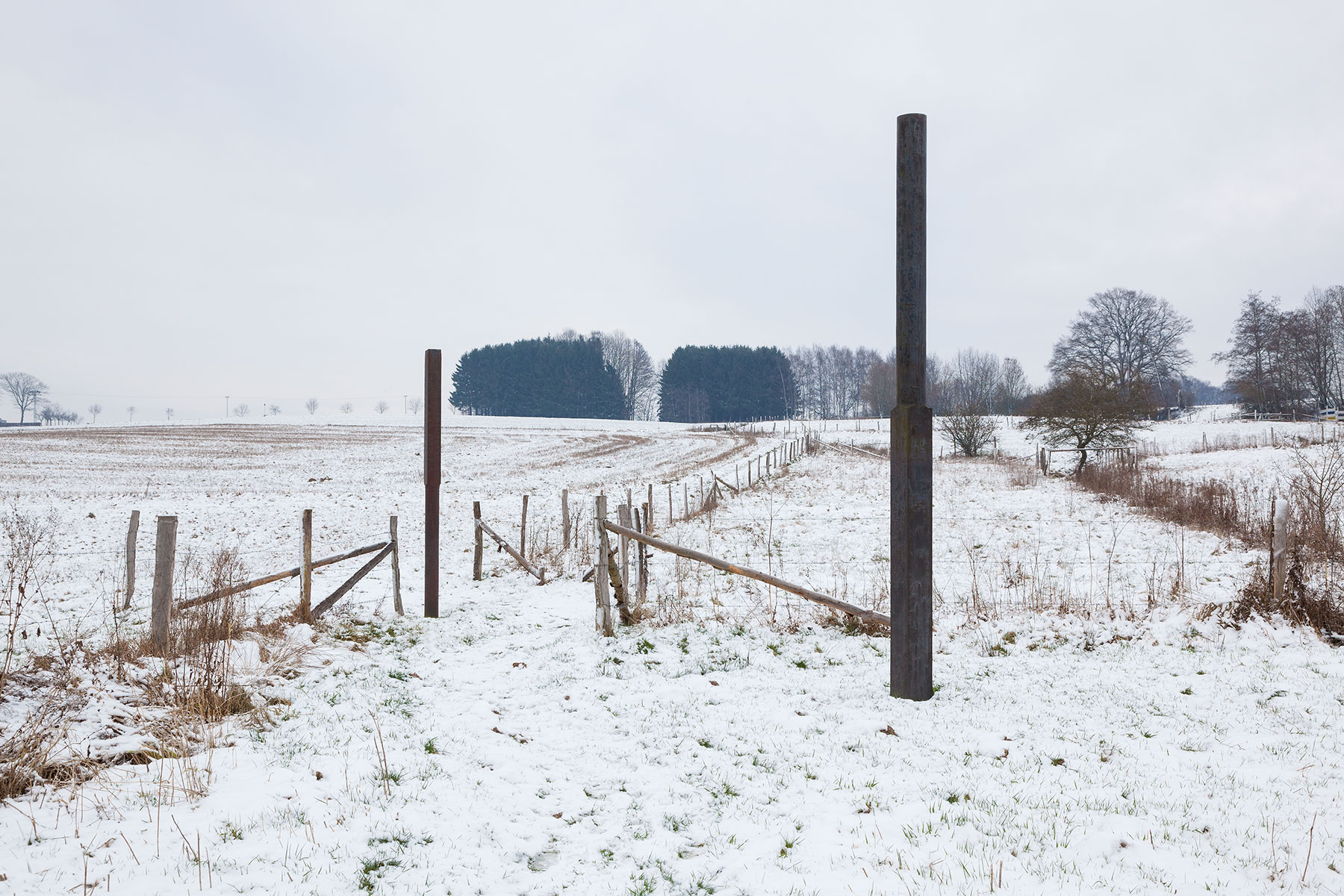
Ansgar Nierhoff, Beziehungen gegen Bedingungen Zwei Streckungen über (eine) Achse auf fremdem Gebiet, 1987, Zwei geschmiedete, gegenläufige Streckungen, mittig abgesetzt, Höhe 4050, Durchmesser bzw. Quadrat 16 × 20 cm, Stahl. Standort: im Tal (Skulpturenpark) zwischen Hasselbach und Werkhausen

- Skulpturenmuseum Glaskasten in Marl
- Kunsthalle Recklinghausen
- Plastische Kreuzung (1977), Kreuzbauten, Bonn-Bad Godesberg[5]
- Tor (1979), Freiburg im Breisgau, Fehrenbachallee
- Zwei Streckungen (1985, aufgestellt 2014), Straße der Skulpturen im Saarland
- Beziehungen gegen Bedingungen Zwei Streckungen über (eine) Achse auf fremdem Gebiet (1987), im Tal (Skulpturenpark) zwischen Hasselbach und Werkhausen[6]
- Wandlungen, 3 Sätze – 3 Orte (1991/1995), 6-teilige Skulpturengruppe, Benediktinerplatz Konstanz
- Zentren mit Streckungen und Kernen (um 1995), 56 t schwere Eiseninstallation, Lavesallee in Hannover[7]
- Kein leichtes Spiel (2000), Waldskulpturenweg auf dem Rothaarsteig[8]
- Blöcke und Gruben, Vahrenwalder Straße, Hannover[7]
- Das Mal (2010, posthum enthüllt), KZ-Gedenkstätte Ladelund
- Eine enorme Anstrengung – Wilhelm Lehmbruck, Streckungen (1987) und ...der Liebe (2003) Immanuel-Kant-Park Duisburg

## Auszeichnungen
- 1968: Förderpreis des Landes Nordrhein-Westfalen für Bildende Kunst
- 1970: Villa-Romana-Preis
- 1971: Wilhelm-Lehmbruck-Preis
- 1973: Kunstpreis »junger westen« der Stadt Recklinghausen
- 2000: August Macke Preis
- 2004: Kunstpreis Rheinland-Pfalz

## Galerie

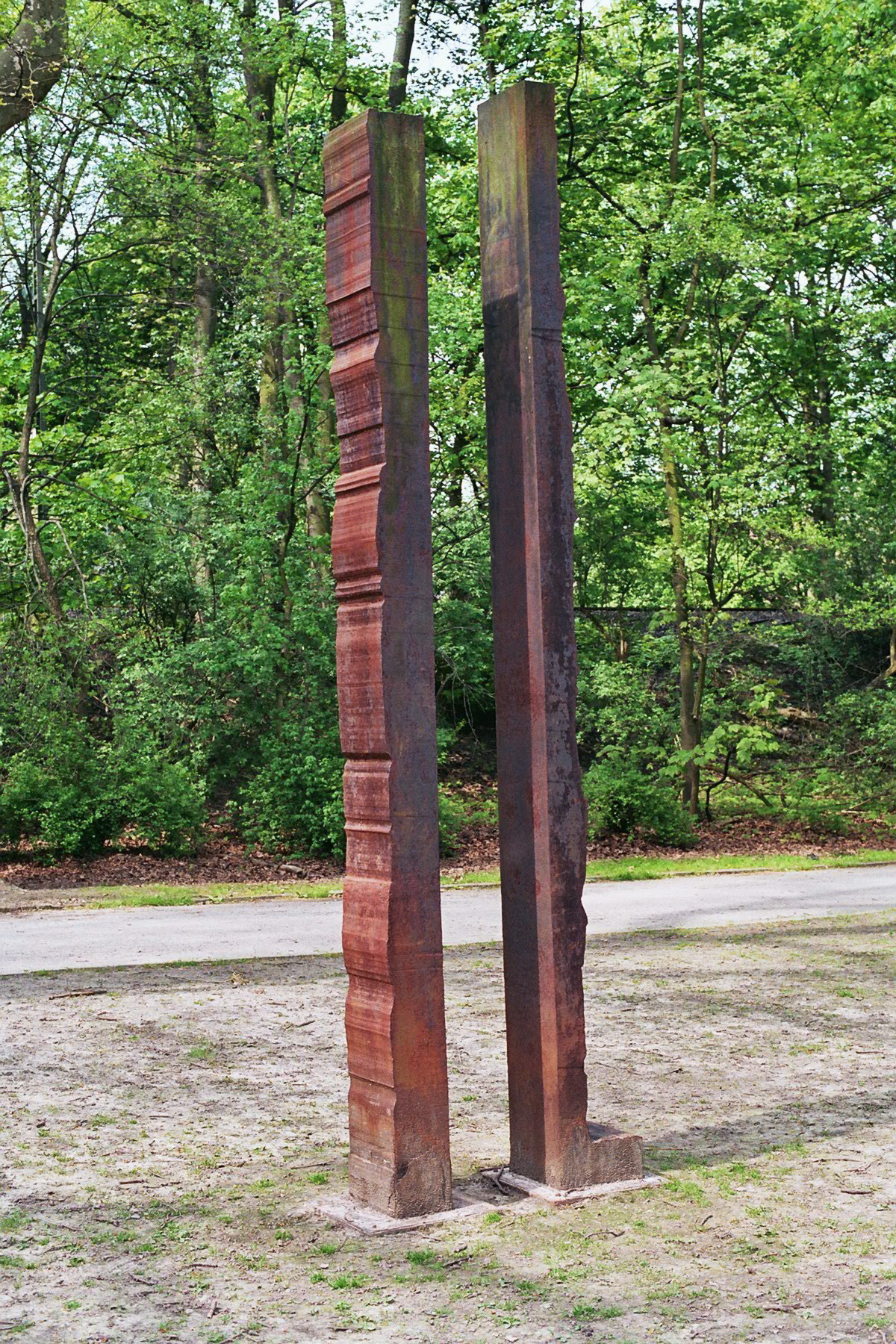
„Paarweise“ (1988) Moltkeplatz, Essen
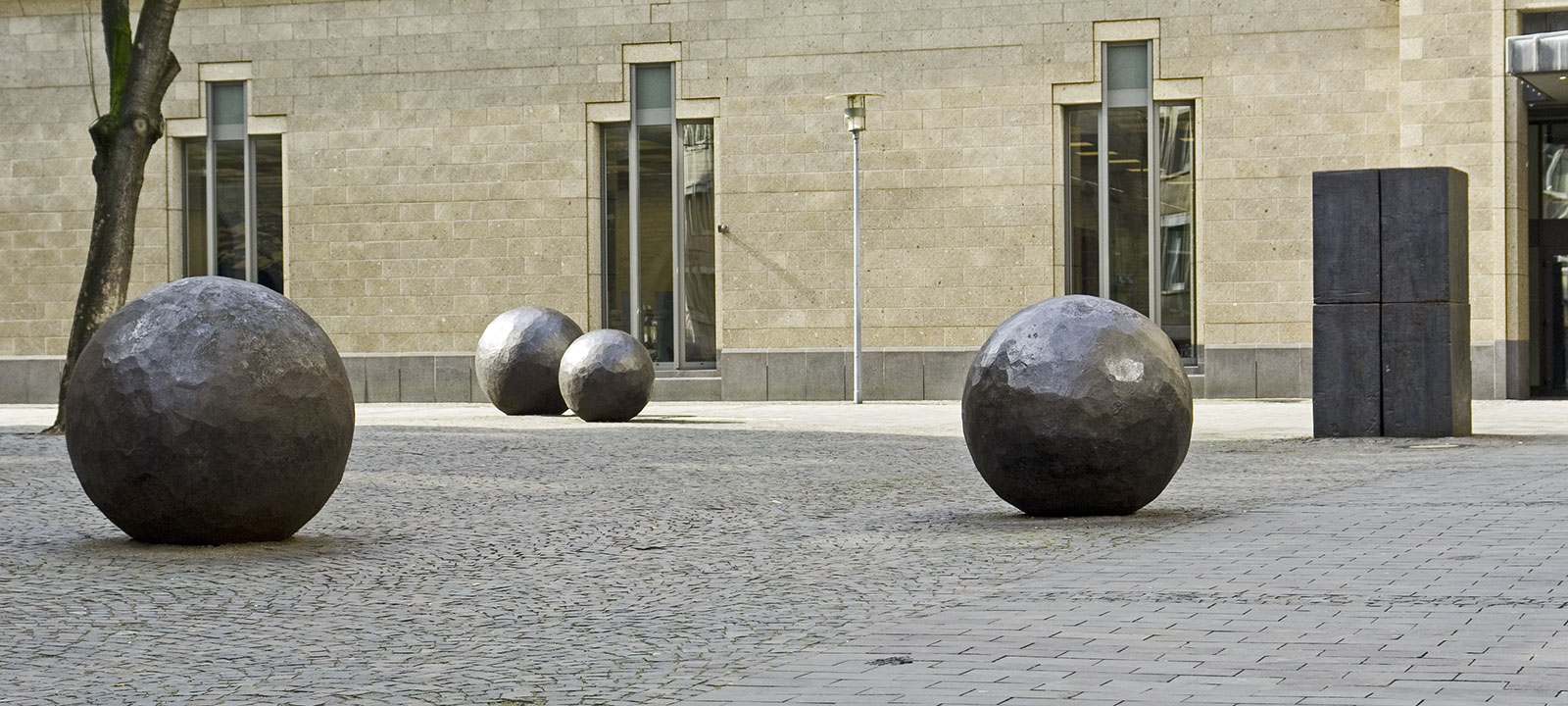
„Lichtung zu Einem“ (1992) Andreaskloster, Köln
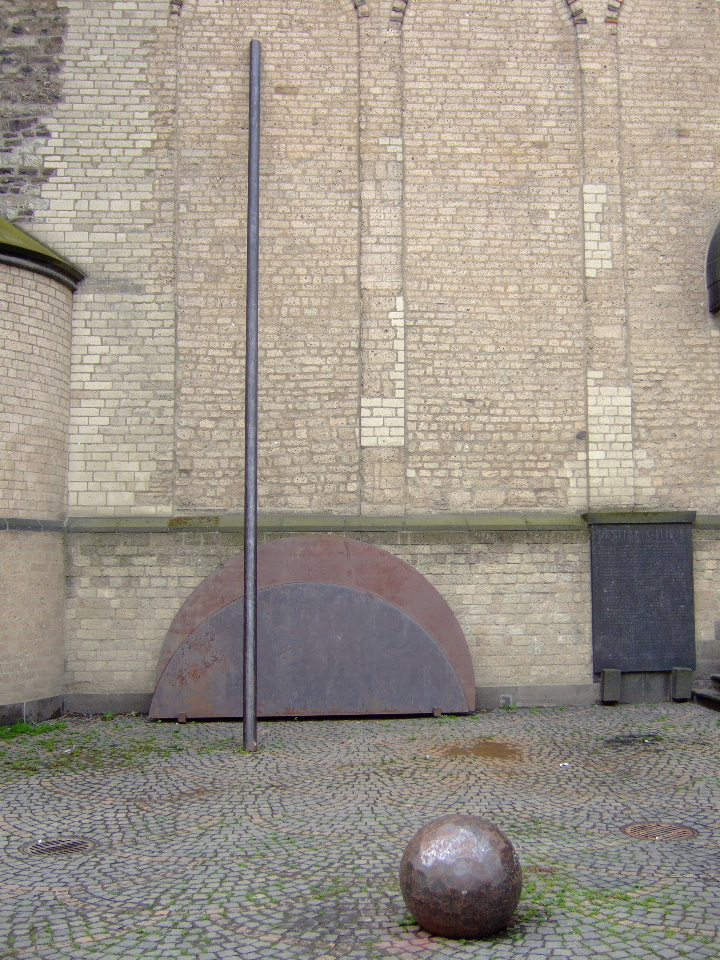
„Ausgleich nach dem Bildersturm“ (1993)
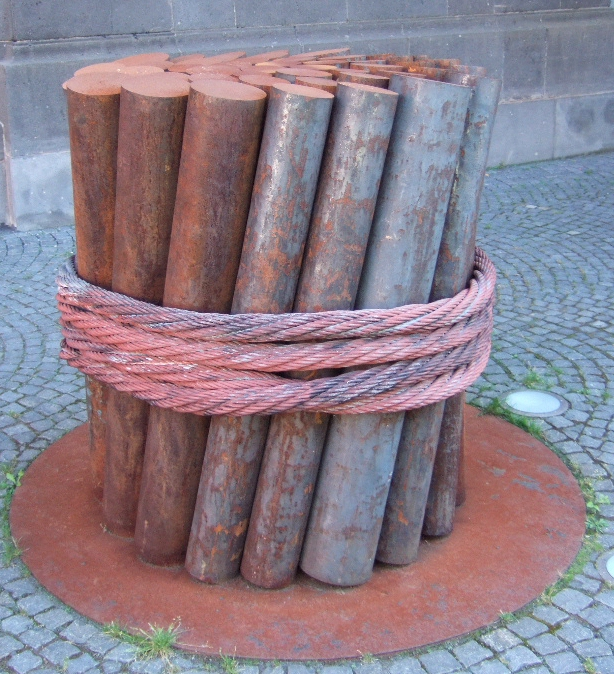
„Rotation“ (2003)
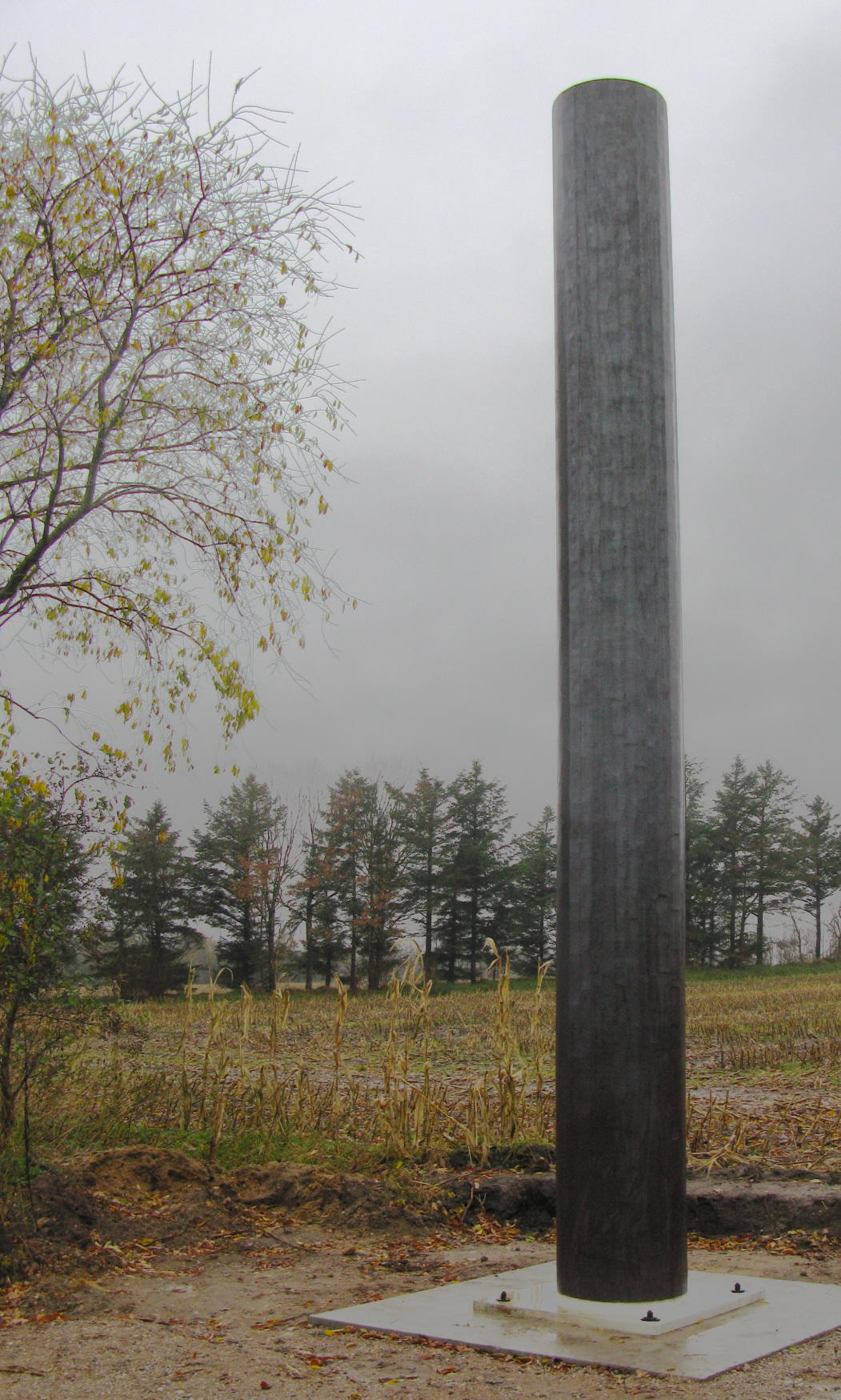
„Das Mal“ (2010) KZ-Gedenkstätte Ladelund